# New Moon on Monday
New Moon On Monday è un singolo del gruppo musicale britannico Duran Duran, pubblicato nel gennaio 1984 come secondo estratto dall'album Seven and the Ragged Tiger.
Sulla scia di Union of the Snake, il singolo si rivelò un altro successo, raggiungendo la Top 10 nella classifica britannica e statunitense.

## Video musicale
Il videoclip del brano è stato diretto da Brian Grant, che sostituisce Russell Mulcahy, prima scelta del gruppo, ma in quel periodo impegnato in altri progetti.
Il video è stato girato presso il villaggio di Noyers-sur-Serein, in Francia, nel dicembre 1983. In questo si vede il gruppo che prende parte a un movimento di resistenza underground chiamato "La Luna" (il nome è una delle poche connessioni tra il contenuto del video e il testo della canzone), organizzando una rivolta contro un moderno e oppressivo regime militarista.
Esistono diverse edizioni del video. La più lunga è la versione cinematografica di 17 minuti che include un'introduzione estesa, una scena di dialogo tra Simon Le Bon e Patricia Barzyk (Miss Francia 1980), un breve estratto di Union of the Snake e utilizza una versione remix del brano. Una versione più breve, con un dialogo iniziale in francese, venne inizialmente presentata a MTV, che in seguito richiese una versione ulteriormente accorciata senza il prologo.
Un'altra versione è stata prodotta per la video raccolta Dancing on the Valentine, dove i membri del gruppo suonano di fronte una luna piena. Le diverse edizioni sono presenti come easter egg nel DVD Greatest: The Videos.
Sia Andy Taylor che Nick Rhodes lo ritengono il video peggiore della band. Nelle sue memorie, Taylor ha scritto: "Tutti... lo odiano, in particolare la scena terribile alla fine, dove balliamo tutti insieme. Ancora oggi, alla sua vista rabbrividisco e me ne vado."

## Tracce
7" Single
1. New Moon on Monday – 4:15
2. Tiger Tiger – 3:20

12" Maxi
1. New Moon on Monday (Dance Mix) – 6:02
2. Tiger Tiger – 3:26
3. New Moon on Monday – 4:18

## Formazione
Duran Duran
- Simon Le Bon – voce
- Andy Taylor – chitarra
- John Taylor – basso
- Nick Rhodes – tastiera
- Roger Taylor – batteria

Altri musicisti
- Raphael Dejesus – percussioni
- Mark Kennedy – percussioni

## Classifiche
| Classifica (1984)             | Posizione massima |
| ----------------------------- | ----------------- |
| Australia                     | 48                |
| Canada                        | 14                |
| Finlandia                     | 6                 |
| Irlanda                       | 5                 |
| Nuova Zelanda                 | 32                |
| Paesi Bassi                   | 28                |
| Regno Unito                   | 9                 |
| Stati Uniti                   | 10                |
| Stati Uniti (mainstream rock) | 4                 |